# Nyctimene rabori
Il pipistrello della frutta dalle narici a tubo delle Filippine (Nyctimene rabori Heaney & Peterson, 1984) è un pipistrello appartenente alla famiglia degli Pteropodidi, endemico di alcune delle Isole Filippine e delle Isole Molucche settentrionali.

## Descrizione

### Dimensioni
Pipistrello di medie dimensioni, la lunghezza della testa e del corpo tra 131 e 149 mm, la lunghezza dell'avambraccio tra 71 e 81 mm, la lunghezza della coda tra 23 e 30 mm, la lunghezza delle orecchie tra 17 e 24 mm e un peso fino a 80g.

### Aspetto
La pelliccia è corta, soffice e densa. Il colore del dorso è marrone, la testa bruno dorato scuro, il collare bruno-grigiastro. Le parti ventrali sono color ruggine, più chiare al centro. La banda dorsale è larga soltanto 3–4 mm, color marrone scuro e si estende dalle spalle fino alla base della coda. Le orecchie, le membrane e le ossa alari sono macchiate di giallo. Il muso è corto, tozzo e con le narici allungate, tubulari e divergenti. La coda è ben sviluppata mentre l'uropatagio è ridotto ad una sottile membrana lungo la parte interna degli arti inferiori. Le femmine sono più chiare. Tutte le specie di questi piccoli mammiferi volanti del Sud del Pacifico hanno gli occhi marroni chiari.

## Biologia

### Alimentazione
Si nutre di frutta.

### Riproduzione
Le femmine partoriscono un piccolo alla volta all'anno con un periodo di gestazione di 4,5-5 mesi e l'allattamento dura 3-4 mesi.

## Distribuzione e habitat
Questa specie è diffusa in alcune delle Isole Filippine: Cebu, Negros e Sibuyan e delle Isole Molucche settentrionali: Isole Talaud: Karakelong, Isole Sangihe:Sangihe e Siau.
Vive in foreste primarie e secondarie fino a 1.300 metri di altitudine. Si presume che sia tollerante a qualsiasi tipo di habitat degradato.

## Conservazione
La IUCN Red List, considerato il numero ridotto di individui adulti, ed il loro lento e continuo declino, classifica N. rabori come specie in pericolo di estinzione (Endangered).